# Lobobactrites
Lobobactrites — викопний рід головоногих молюсків вимерлого ряду Bactritida, що існував в девонському періоді (408—370 млн років тому). Викопні рештки молюска знайдено в Європі, Північній Африці, Австралії та Північній Америці.

## Види
- Lobobactrites anellus — Німеччина
- Lobobactrites clavus — Нью-Йорк (США)
- Lobobactrites ellipticus — Марокко, Канада
- Lobobactrites ellipticus — Німеччина, Франція
- Lobobactrites paucesinuatus — Австралія, Німеччина
- Lobobactrites termierorum — Республіка Комі (Росія), Німеччина, Франція
- Lobobactrites timanicus — Республіка Комі (Росія), Австралія